# Skansros
Skansros är ett svenskt popband från Göteborg. Skansros bildades som en sextett 2007 och debuterade med EP:n Drömmen Om Skansros hösten 2008. Det självbetitlade debutalbumet, Skansros, släpptes på indieetiketten Luxury den 15 april 2009 och innehöll bland annat singeln "Vårsol".

## Diskografi

### Album / EP
- Rekviem till en dröm (2012)

1. Intro
2. Minnet Av Dig
3. Se På Mig
4. Felix
5. Du Gör Mig Till En Människa
6. Tysta Fina Stränder
7. Hjälp!
8. Skriv
9. Jag Skulle Älskat Dig (Ändå)
10. Rekviem till en dröm
11. Men inte ikväll
12. Rekviem till en stad
13. Credits

- Skansros (2009)

1. Ett Sätt Att Se På Saker
2. 10x Större
3. Solljus
4. Stans Rödaste Ros
5. Drömmen Om Amerika
6. Den Andre
7. Vårsol
8. Den Snillrike Riddaren Av Masthuggsberget
9. Din Alltid Alltid
10. Solnedgången

- Drömmen om Skansros (2008)

1. Drömmen Om Skansros
2. Fritiof Nilsson Piraten
3. Drömmen Om Amerika

### Singlar
- Felix (2011)
- Vårsol (2009)
- Solljus (2009)